# Manuel Galbán
Manuel Galbán (14. ledna 1931, Gibara, Kuba - 7. července 2011, Havana, Kuba) byl kubánský kytarista a zpěvák známý především z působení ve skupinách Los Zafiros a Buena Vista Social Club.

## Život a kariéra
Hudbě se věnoval od mládí, hrál na tres a na kytaru v klubech, kde se scházela kubánská mládež. Jako profesionální hudebník debutoval v roce 1944 ve svých třinácti letech jako kytarista Orquesta Villa Blanca. Záhy začal vystupovat v Havaně, kam se posléze v roce 1956 přestěhoval. Dalších sedm let pak hrál v různých orchestrech a účinkoval v rozhlasových pořadech.
V roce 1962, v době karibské krize, se utvořila v Havaně vokální skupina Los Zafiros. Jméno skupiny si hudebníci zvolili pod vlivem amerických doo wop skupin, jako byli The Platters nebo Frankie Lymon & the Teenagers. Skupina se stala brzy známou svým jedinečným stylem kombinujícím rhythm and blues s hudbou kubánskou. Během prvních dvou let existence se ve skupině vystřídalo několik kytaristů, mezi jinými například Oscar Agüirre. Tím pravým se stal až on sám. Působil ve skupině nejen jako kytarista a pianista, ale také jako její umělecký vedoucí. Zvuk jeho kytary se pro skupinu stal charakteristickým a nenahraditelným. Los Zafiros se stali jednou z nejúspěšnějších kubánských skupin, nahrávali v havanských studiích Egrem a vystupovali nejen na Kubě, ale i v zahraničí. V pařížské Olympii odměnilo publikum jejich vystoupení jedenáctiminutovým potleskem vstoje. Los Zafiros byli nesmírně populární, členové skupiny však platili daň za popularitu – přemíra alkoholu, nedostatek spánku a vyčerpání vedly k rozporům mezi hudebníky. Snažil se rozpadu skupiny zabránit, v roce 1972 ji ale nakonec opustil.
Po rozpadu Los Zafiros založil skupinu Batey, ve které působil nejen jako vedoucí, ale také jako kytarista, pianista a zpěvák. Skupina během následujících 23 let vystupovala téměř po celém světě včetně Československa (1976). V roce 1998 se stal členem známé kubánské skupiny Vieja Trova Santiaguera. Současně se připojil k projektu Ry Coodera Buena Vista Social Club a spoluúčinkoval na několika albech ostatních účastníků projektu. V roce 2003 nahrál společně s Ry Cooderem vlastní album Mambo Sinuendo, které ve 46. ročníku cen Grammy získalo cenu za instrumentální album v kategorii pop. V letech 2000–2005 doprovázel Ibrahima Ferrera, Omaru Portuondo, Rubéna Gonzáleze a Orlanda „Cachaíta“ Lópeze na jejich turné po celém světě.
Zemřel na následky srdečního infarktu.

## Diskografie
(Neúplná diskografie)

### Sólová alba
- Mambo Sinuendo (spoluúčinkuje Ry Cooder), 2003 (Nonesuch Records)

### Los Zafiros
- Los Zafiros, 1965 (Egrem)
- Mírame Fijo, 1966 (Egrem)
- Más de Los Zafiros, 1968 (Egrem)

### Vieja Trova Santiaguera
- Cuida Eso, 1998 (Virgin Records España)
- La Manigua, 1998 (Virgin Records España)
- Dominó, 2000 (Virgin Records España)

### Spolupráce na ostatních albech
- Boleros de Toda una Vida (Reinaldo Creagh), 1999 (Virgin Records España)
- Buena Vista Social Club presents... Ibrahim Ferrer, 1999 (World Circuit)
- Buena Vista Social Club presents... Omara Portuondo, 2000 (World Circuit)
- Cachaíto (Orlando „Cachaíto“ López), 2001 (World Circuit)
- Buenos Hermanos (Ibrahim Ferrer), 2003 (World Circuit)
- Flor de Amor (Omara Portuondo), 2004 (World Circuit)

### Kompilace
- Bossa Cubana (Los Zafiros), 1999 (World Circuit)